# Stratolaunch Systems
Stratolaunch Systems è una compagnia creata dal miliardario Paul Allen con l'obiettivo di sviluppare un nuovo sistema di lancio spaziale capace di offrire un economico accesso all'orbita bassa con maggiore sicurezza e flessibilità.

## Storia

### Nascita
Nel 2010, Paul Allen, co-fondatore e azionista di Microsoft, la cui fortuna era valutata in 20 miliardi di dollari, decise di lanciare il progetto Stratolaunch e di finanziare lo sviluppo di un gigantesco velivolo che fungesse da nave madre capace di trasportare e lanciare in alta quota un lanciatore di media potenza atto alla messa in orbita di satelliti aventi un peso massimo di 6 tonnellate; si rese così necessaria anche la fondazione di un'azienda, facente sempre parte del Vulcan Inc., per attività filantropiche e imprenditoriali, perché supervisionasse l'intero progetto.

### Attività
Parte del lavoro dell'azienda comprendeva anche la scelta dei fornitori a cui affidare la realizzazione delle varie componenti del progetto, così la progettazione generale e la costruzione dell'interfaccia tra il lanciatore e l'aeromobile furono affidati alla Dynetics, mentre la realizzazione del velivolo vettore fu affidata alla Scaled Composites, società fondata nel 1982 da Burt Rutan, famosa per la realizzazione di diversi prototipi destinati sia all'aeronautica militare statunitense che all'aviazione civile, come ad esempio il White Knight e il White Knight Two, infine, per quanto riguarda il lanciatore da trasportare con la nave madre, fu inizialmente firmato un accordo con SpaceX per la creazione di un apposito razzo multi-stadio derivato dal Falcon 9, il Falcon 9 Air, il cui primo stadio utilizza quattro motori a razzo Merlin 1D e che sarebbe in grado di portare un carico di 6100 kg in orbita terrestre bassa.
Con l'avanzare del programma, però, divenne chiaro che la Scaled Composites e la Dynetics volevano delle modifiche nella forma del veicolo di SpaceX per renderlo più aerodinamico, la compagnia però non le reputò adatte per la propria strategia di crescita e così, il 27 novembre 2012, la Stratolaunch annunciò la fine della collaborazione con SpaceX, il cui posto sarebbe stato preso dalla Orbital Sciences Corporation.
Conclusa la collaborazione con SpaceX, la Stratolaunch decise quindi di affidare lo studio del lanciatore alla Orbital Sciences Corporation, la quale aveva accumulato una buona esperienza nel settore come costruttore dell'unico lanciatore aviotrasportato allora operativo, il razzo Pegasus. Orbital decise quindi di sviluppare un lanciatore, soprannominato Thunderbolt o Pegasus II, costituito da due stadi a propellente solido, la cui produzione fu affidata alla ATK, il maggior specialista statunitense del settore, e da un terzo stadio a propellente liquido, che sarà poi invece cancellato nel corso del 2014.
Nell'ottobre 2016, la Stratolaunch annunciò una partnership con la Orbital ATK, società nel frattempo nata dalla fusione di Orbital Sciences Corporation e di alcune divisioni della ATK, che prevedeva l'utilizzo del suo velivolo simultaneamente al lancio di tre lanciatori aerei Pegasus XL. Al tempo, gli esperti del settore misero in discussione la fattibilità economica di questo accordo, dato il costo del lanciatore Pegasus e il bassissimo numero di ordini presi durante il decennio (5 voli negli ultimi 10 anni).
Il 31 maggio 2017 fu finalmente presentato al pubblico lo Scaled Composites Model 351, comunemente noto come Stratolaunch e soprannominato anche Roc, attualmente l'aereo più grande del mondo, composto da due fusoliere parallele lunghe ben 75 metri ed avente un'apertura alare di 117 metri e un peso pari a 250 tonnellate. Nel corso dei vari test, l'aeromobile fu utilizzato per test di rifornimento carburante, accensione motori e, infine, di volo, con il primo decollo avvenuto il 13 aprile 2019. In quest'ultima occasione lo Stratolaunch ha volò sopra i cieli dello spazioporto di Mojave. Il volo, della durata totale di 2 ore e 29 minuti, vide il velivolo spingersi fino ad un'altezza di 5 200 m e a una velocità di 305 km/h.
Nell'ottobre 2018, la Stratolaunch Systems comunicò di aver pianificato lo sviluppo di una gamma di tre lanciatori sviluppati internamente e che, fino a quando questi non fossero stati pronti, sarebbero stati utilizzati Pegasus. I lanciatori in questione sono stati annunciati come un MLV (Medium Launch Vehicle), in grado di posizionare 3,4 tonnellate in orbita bassa, un MLV Heavy, avente una capacità di carico di 6 tonnellate, e un velivolo riutilizzabile di cui lo sviluppo è previsto in una data successiva. Per la propulsione di questi nuovi lanciatori, è stato affidato lo sviluppo di un nuovo motore a razzo, chiamato PGA (acronimo di Paul Gardner Allen) ed alimentato da una miscela di idrogeno e ossigeno liquido, a Jeff Thornburg, uno dei progettisti del motore SpaceX Merlin.

### Cessazione delle attività e vendita
Già a partire dalla morte del fondatore della compagnia, Paul Allen, scomparso nell'ottobre del 2018, ci furono dubbi sul prosieguo della storia della Stratolaunch Systems e quindi ci furono diverse indiscrezioni riguardanti il fatto che lo sviluppo dell'unico aeromobile sviluppato, lo Stratolaunch, potesse cessare. Allen era infatti sempre stato la fonte dei capitali necessari all'intenso programma di sviluppo del velivolo sin da quando il progetto era iniziato, nel 2010, e la compagnia fondata, nel 2011. Nel gennaio 2019, dando seguito alle suddette indiscrezioni, la Stratolaunch Systems ha annunciato la sospensione dello sviluppo della sua famiglia di lanciatori aviotrasportati e, il 31 maggio dello stesso anno, ha annunciato la fine delle operazioni e la decisione di Vulcan Inc., controllante della società, di mettere in vendita tutti gli asset della compagnia al prezzo di 400 milioni di dollari, che garantivano l'acquisto dello Stratolaunch, delle infrastrutture della società, degli equipaggiamenti, dei progetti e di ogni altra proprietà intellettuale.
Nel dicembre 2019 è stato annunciato che, già dall'11 ottobre precedente, il nuovo proprietario della Stratolaunch Systems è divenuta la Cerberus Capital Management, un'azienda statunitense specializzata nell'acquisizione di aziende in crisi finanziaria. La Cerberus ha in seguito comunicato che la Stratolaunch Systems si sarebbe focalizzata, dopo il cambio di proprietà, sull'offerta di prove di volo ad alta velocità. All'inizio del 2020 la Stratolaunch Systems ha iniziato lo sviluppo del Talon-A, un veicolo riutilizzabile e con motori a razzo in grado di viaggiare a velocità ipersonica. A partire dal 2022, il Talon-A potrebbe essere trasportato dallo Stratolaunch, il quale, a partire dal 2023, potrebbe trasportarne ben tre alla volta oppure potrebbe trasportare un prototipo ben più grande, il Talon-Z, atto a portare in orbita persone e merci.